# Tom Degroote
Tom Degroote (6 mei 1994) is een Belgisch hockeyer.

## Levensloop
Degroote begon zijn hockeycarrière bij Royal Pingouin HC, alwaar hij op 15-jarige leeftijd toetrad tot de eerste ploeg. Vervolgens ging hij aan de slag bij KHC Leuven. In 2017 sloot hij aan bij Royal Léopold HC. In de indoorcompetitie is hij actief bij Hockey Namur.
Daarnaast is hij actief bij het Belgisch zaalhockeyteam. Met de Indoor Red Lions won hij zilver op het Europees kampioenschap van 2018 te Antwerpen.